# Дмитриев, Игорь Михайлович
И́горь Миха́йлович Дми́триев (26 августа 1929, Медведь, Ленинградская область — 27 апреля 2007, Москва) — командующий ВВС Московского военного округа (1983—1989). Заслуженный военный лётчик СССР (1971). Генерал-полковник авиации (29.10.1984).

## Биография
Родился в семье М. П. Дмитриева (1898—1984), в последующем — генерал-полковника артиллерии.
С 1949 года — в рядах Красной армии. В 1951 году окончил Качинское военно-авиационное училище летчиков.
Служил в ГСВГ (Кеттен, Гроссенхайн), в 73-м гвардейском истребительном авиационном полку; инспектор-лётчик 105-й истребительной авиационной дивизии (Мерзебург).
С 1959 года служил в Киевском военном округе (Борисполь, Великая Круча): командир эскадрильи 111-го истребительного авиаполка, лётчик-инспектор Управления боевой подготовки ВВС (1966—1968).
С 1968 года — в 95-й истребительной авиационной дивизии 26 ВА Белорусского ВО (Щучин): командир 979-го истребительного авиационного полка (1968—1970); заместитель командира дивизии (1970—1972). В 1969 году заочно окончил Военно-воздушную академию им. Ю. А. Гагарина.
В 1972—1973 годы — командир 246-й истребительной авиационной дивизии 23 ВА ЗабВО (МНР). С 1973 года служил в 23-й воздушной армии: заместитель командующего по боевой подготовке (1973—1974), 1-й заместитель командующего (1974—1978). В 1978 году окончил Высшие академические курсы при Военной академии Генерального штаба. В 1978—1980 годы — командующий 23-й воздушной армией, в 1980—1983 — командующий ВВС Забайкальского военного округа. В 1983—1989 годы — командующий ВВС Московского военного округа.
Освоил следующие типы летательных аппаратов: Як-18, Як-3, Як-11, Як-9П, МиГ-15, МиГ-17, МиГ-19, МиГ-21, МиГ-23, МиГ 25, МиГ-27, Су-17М3, Ил-20, Ми-8.
Вышел в отставку в 1990 году.
Скончался 27 апреля 2007 года. Похоронен на Троекуровском кладбище.

## Награды
- орден Октябрьской Революции
- два ордена Красной Звезды
- орден «За службу Родине в Вооруженных Силах СССР» 3-й степени
- медали[1].